# Shyrdak

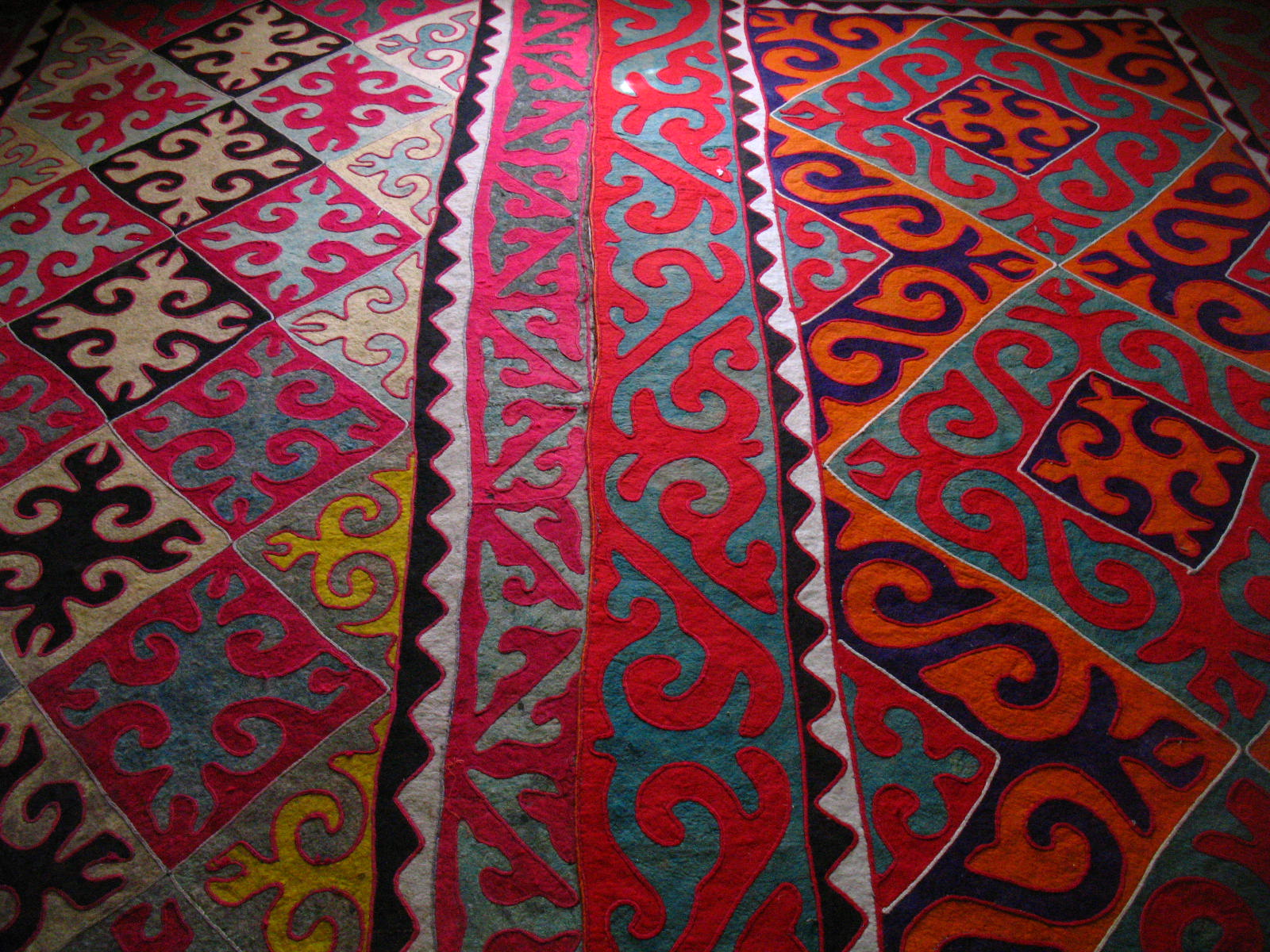
Un shyrdak en el suelo de una casa en el distrito de Aksy, Kirguistán

Un shyrdak (en kirguís: шырдак, pronunciado como [ʃɯrˈdɑq]) o syrmak (en kazajo: сырмақ, romanizado: syrmaq, pronunciado como [səɾˈmɑq]) es un fieltro cosido, y a menudo colorido recubrimiento para el suelo, generalmente hecho a mano en Asia Central. Tanto los kazajos como los kirguises fabrican tradicionalmente shyrdaks, pero sobre todo en Kirguistán, la tradición sigue viva, y muchos de los productos se venden a los turistas.

## Diseño

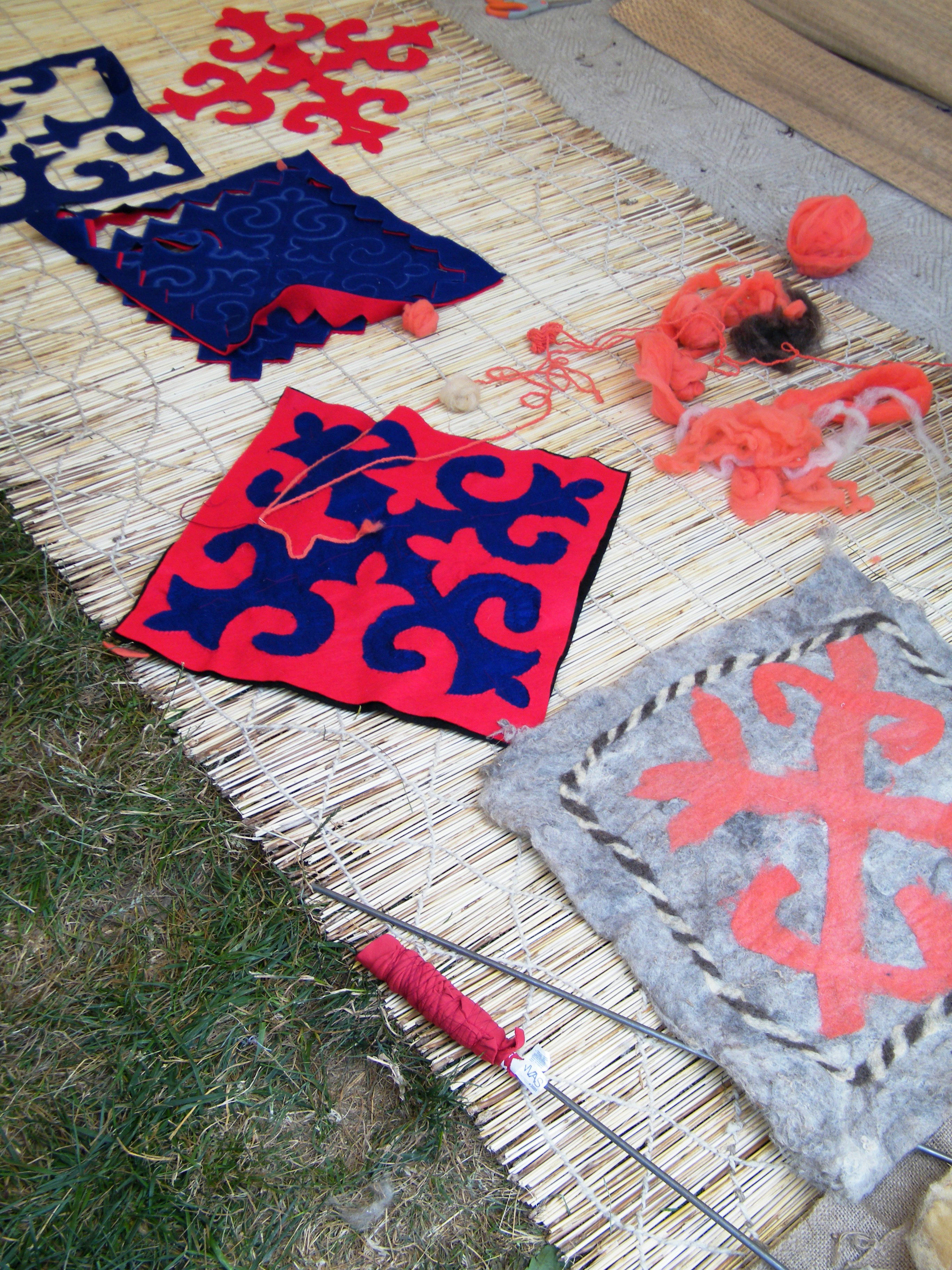
Pasos en el proceso de elaboración de un shyrdak

Se necesita la lana de aproximadamente cinco ovejas para hacer una alfombra shyrdak. El proceso es lento y requiere mucho trabajo. Tradicionalmente, las alfombras shyrdak han sido fabricadas por mujeres. Una vez recogida, la lana se recoge, se lava, se seca y se tiñe. El Shyrdak suele estar diseñado en un mosaico de incrustaciones de colores muy contrastados como el rojo y el verde, el amarillo y el negro, el marrón y el blanco. Una vez seca la lana, se coloca un dibujo de colores vivos sobre un fondo liso, se empapa con agua y jabón, se enrolla y se presiona literalmente, y se repite el proceso.
Una vez que el dibujo empieza a fijarse, la alfombra se pone en remojo y se vuelve a enrollar, y después de unas horas se deja secar la alfombra de shyrdak. Se superponen dos capas de fieltro que contrastan entre sí y se marca con tiza un dibujo en la capa superior. El fieltro se recorta minuciosa y laboriosamente, y el artesano afila con frecuencia el cuchillo, que se desafila rápidamente.
Esto crea una impresionante imagen visual de estilo positivo/negativo, normalmente llena de imágenes de motivos simbólicos que representan cosas de su entorno, como el agua, los cuernos de cabra, una yurta, etc. Las representaciones de ovejas y pastores son especialmente comunes en Kazajistán. El fieltro que se corta de la capa superior no se desperdicia y se utiliza para crear otro shyrdak de imagen especular con los colores invertidos del original.